# 半減期

放射性元素が減少していく様子のシミュレーション結果。上の数値は半減期の何倍の時間が経過したかを示す。左図では最初に1ブロックあたり4個、右図では1ブロックあたり400個の原子が含まれる

半減期（はんげんき、half-life）とは、ある放射性同位体が、放射性崩壊によってその内の半分が別の核種に変化するまでにかかる時間のこと。半衰期とも言う。

## 概要
放射能を持つ元素（放射性同位体）の原子核はいずれ放射性崩壊をして他の元素に変化していくが、その崩壊は一定時間の間に一定の確率で起こる。はじめの原子数が N 個であるとき、その半分 N/2 個が放射性崩壊するまでの時間をその放射性同位体の半減期 (half-life) と呼ぶ。または、ある放射性同位体の放射能 (activity) を A とするとき、それが時間経過によって半分 A/2 になるまでの時間を言う（同値性については後述）。
半減期は放射性同位体（核種）の安定度を示す値でもあり、半減期が長ければ安定であり、逆に半減期が短ければ短いほど不安定な核種ということになる。
放射性同位体の放射性崩壊は自然に発生するもので、放射性同位体ごとに定まる確率（崩壊定数）のみによって左右されるものである。すなわち、崩壊までの期間はその物質の置かれている古典物理学的・化学的環境（熱・電磁場・化学反応など）には一切依存しない。もともと原子力は放射性物質の半減期を短くすれば、放射性物質の崩壊エネルギーをより短期間に取り出せるだろうということで半減期を短くする研究が行われたが古典物理学的な手法によるものはことごとく失敗した。
人工的に原子核の崩壊を起こすには加速器などを用いなくてはならない。また、人工的に原子核の崩壊を起こして、半減期よりも早く放射性核子を減らす手法としては核変換技術と呼ばれる技術が研究されている。
なお、一つの放射性核種を対象として、その放射性核種がいつ崩壊するかを決定論的に予想することも出来ない。

## 半減期の計算法
ある特定の放射性同位体の個数、放射能の時間変化は以下のように計算される。統計学的には、核崩壊する確率は指数分布を用いて表すことができる。ただし、以下は一次反応のみであり、娘核種も放射能を持ち時間変化により親・娘量核種の総放射能を求めるといった場合を考慮していない。その場合は連立微分方程式を立てて解かねばならない。なお、これらの半減期の長さによって任意の時間が経過したときの放射能の強さは放射平衡によって論じられる。

### 放射性同位体の原子数の時間的変化
放射性同位体の時間経過にともなう原子数の変化は微分方程式として記述することができる。放射性同位体の種類によって固有の崩壊定数を持つが、いま原子数の時間的変化をもとめたい放射性同位体の崩壊定数を λ とする。なお、t=0 のときのその放射性同位体の原子数を N0 とする。
時刻 t における原子数 N(t) は微分方程式
{\displaystyle {\frac {\mathrm {d} N}{\mathrm {d} t}}=-\lambda N(t)}
に従う。この解は初期条件 N(0) = N0 から、
{\displaystyle N(t)=N_{0}e^{-\lambda t}}
となる。これが、崩壊定数 λ をもつ放射性同位体の時間経過にともなう原子数の変化を表す式である。

### 半減期

はじめに1ベクレルあった放射性物質がどれだけの速さで減衰するのか表したグラフ。放射能(単位はベクレルなど)も指数関数的に減衰する。崩壊定数は半減期に反比例するため、崩壊定数が大きい(=半減期が短い)ほど早く減衰していることがわかるだろう。グラフで上の線ほど崩壊定数が小さいため減衰していないが一番下では凄まじい速さで減衰しているのがわかる。ここでy軸が放射能(単位:ベクレル)、x軸は時間の単位を秒ととった場合半減期は有効数字3桁で上から17.3秒、3.47秒、0.693秒、0.139秒、0.0277秒である。

崩壊定数 λ から半減期を求める計算式を導出する。
いま、崩壊定数 λ を持つ放射性同位体の半減期を t1/2 とする。t=0 のときその放射性同位体は前節同様 N(0) = N0 個あるとし、半減期 t1/2 の定義から、
{\displaystyle N(t_{1/2})=N_{0}/2}
が成り立つ。{\displaystyle N(t_{1/2})=N_{0}\exp(-\lambda t_{1/2})} から、
{\displaystyle t_{1/2}=\ln(2)/\lambda \approx 0.693/\lambda }
である。
放射崩壊において半減期と崩壊定数は核種に固有な値をとるので、半減期または崩壊定数の測定・推定値から核種を推定できる。また、物質の流出入が閉じた系（化石、火成岩など）では放射能の減衰度合いと半減期から逆算して年代測定に用いられる。

### 放射能
ある放射性同位体が単位時間あたりに崩壊する個数をその放射性同位体の放射能 (activity) と呼ぶ。放射能の単位はベクレル（記号:Bq）である。放射能を A(t)  は以下のように定義される。
{\displaystyle A(t)=\left|{\frac {dN}{dt}}\right|}
前節のように原子数の時間変化の式を考慮すれば、
{\displaystyle A(t)=\lambda N(t)=\lambda N(0)\mathrm {e} ^{-\lambda t}}
と表すこともできる。式からわかるように、放射能は放射性同位体の原子数に比例する。このことから、半減期を放射能が半減するまでにかかる時間と定義しても同値であることがわかる。
崩壊定数が不明な放射性同位体が存在すれば、単純に放射能の減衰を測定し、その結果から半分になる時間を計算すれば半減期（さらには崩壊定数）を求めることができる。なお、半減期を基に 1/2 だけではなく 1/4、1/8 になる時間も算出できる。

## 生物学的半減期と実効半減期
元素にもよるが、放射性物質を体内に取り込んだ場合、時間が経つにつれ放射性物質は代謝によって体外に排出されてゆく。そこで、体内にある放射性物質の量が代謝により半分にまで減少するときの時間を生物学的半減期 (biological half-life) と言う。
生物学的半減期は物理学的半減期とはメカニズムとして全く別のものであるため、代謝によって放射性同位体が排出されるとともに放射性同位体の放射性崩壊を起こすことによっても体内の放射性物質の量は減少してゆく。この生物学的代謝と放射性崩壊による減少を合算して、実際に体内の放射性物質の量が半分になるまでの時間を実効半減期 (effective half-life) と呼ぶ。実効半減期 Te は、その逆数が生物学的半減期 Tb の逆数と物理的半減期 Tp の逆数との和となることから求める。
つまり、実効半減期 Te、物理学的半減期 Tp及び生物学的半減期 Tb は、
{\displaystyle {\frac {1}{T_{\mathrm {e} }}}={\frac {1}{T_{\mathrm {p} }}}+{\frac {1}{T_{\mathrm {b} }}}}
を満たす。

### 体内濃度の時間変化の数理
崩壊定数 λ の放射性物質が、単位時間あたりにQずつ増える系を考えれば、微分方程式
{\displaystyle {\frac {dN(t)}{dt}}=Q-\lambda {N(t)}}
で与えられる。
この解は、
{\displaystyle N(t)={\frac {Q}{\lambda }}(1-e^{-\lambda {t}})}
である。
この式は単位時間あたりにQ摂取し（単位時間あたりの一定量増加）、壊変による減衰を無視し、生物学的半減期による減衰（崩壊定数は生物学的半減期のものを用いる）を考えれば一定量の放射性物質を毎日摂取し続けた場合の体内濃度が計算できることは明らかであろう。

## 崩壊系列と放射平衡

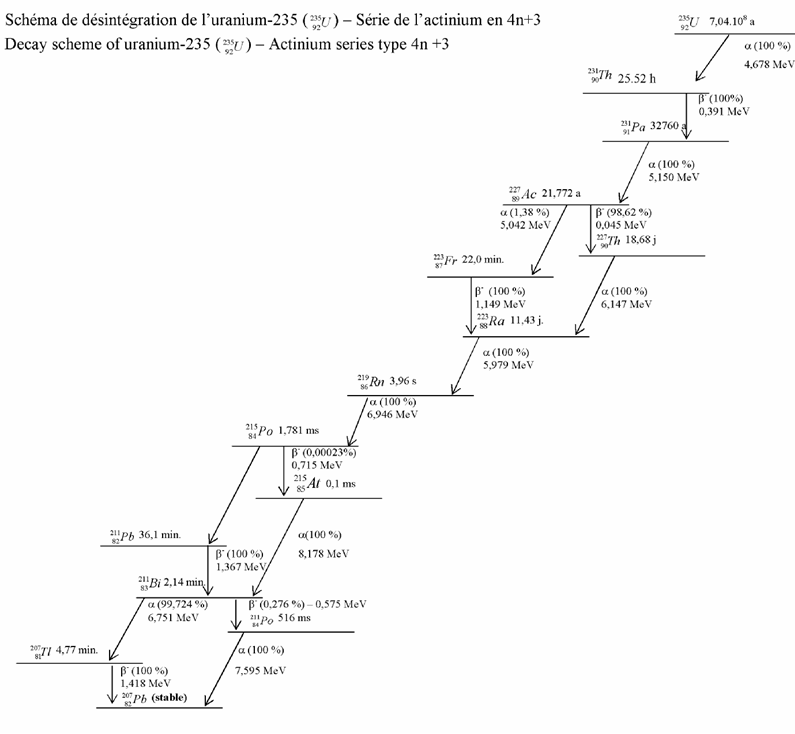
ウラン235とその娘核種であるアクチニウム崩壊系列の図。ここで安定同位体である鉛207になるまでさまざまな核種を経由して崩壊していく

放射性崩壊において、崩壊する元の核種を親核種 (parent nuclide) と呼び、崩壊によって生成された核種を娘核種 (daughter nuclide) と呼ぶ。核種が放射線を出さない安定した核種であるとは限らない。ウラニウム、プルトニウム、トリウムなどの核種は、崩壊しても安定同位体とはならず、崩壊系列を成す。

### 逐次崩壊の数理

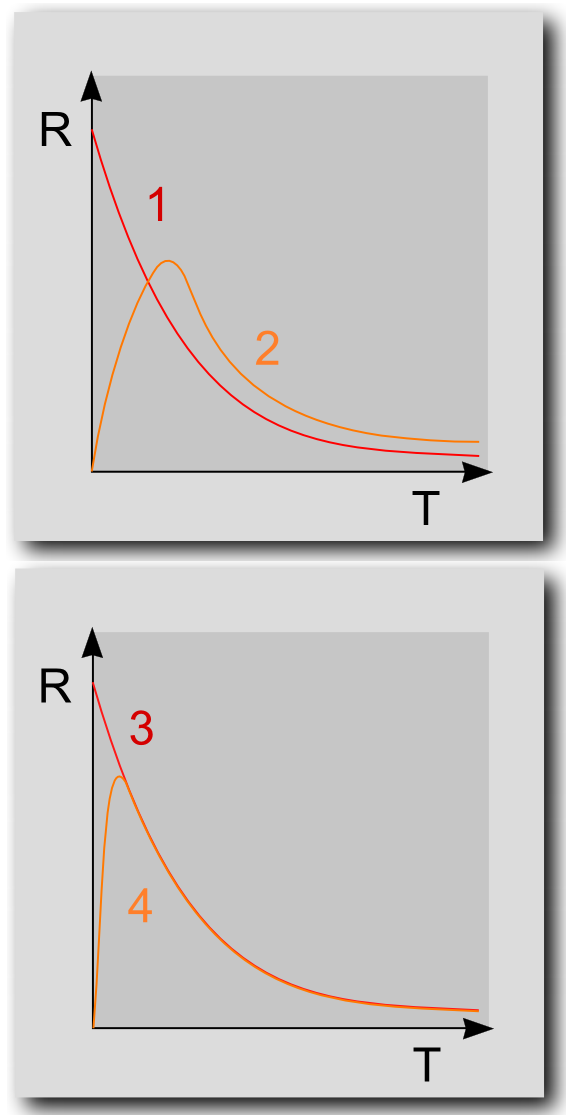
過渡平衡（上）と永続平衡（下）
1.過渡平衡の親核種 2.過渡平衡の娘核種 3.永続平衡の親核種 4.永続平衡の娘核種

娘核種も放射能を持つとき、放射性物質の放射能の減衰は単純な時間的な指数関数的減少とは異なり、親核種と娘核種に関する連立微分方程式を立てなくてはならない。一般に、娘核種の半減期が親核種の半減期よりも長い場合、時間とともに親核種が崩壊してゆくため、娘核種のみが残ることになる。また逆に、娘核種の半減期が親核種よりも短い場合、放射性平衡 (radioactive equilibrium) と呼ばれる平衡状態が成立する。放射性平衡が成り立つときは単純な結果を得ることができる。
たとえば放射性物質Aが崩壊してB、Bも放射性物質であり、これが崩壊してCになりこれは安定核であったとすれば、それらの任意の時刻tにおける量は連立微分方程式
{\displaystyle {\begin{aligned}{\frac {dN_{\mathrm {A} }}{dt}}&=-\lambda _{\mathrm {A} }N_{\mathrm {A} }\\{\frac {dN_{\mathrm {B} }}{dt}}&=\lambda _{\mathrm {A} }N_{\mathrm {A} }-\lambda _{\mathrm {B} }N_{\mathrm {B} }\\{\frac {dN_{\mathrm {C} }}{dt}}&=\lambda _{\mathrm {B} }N_{\mathrm {B} }-\lambda _{\mathrm {C} }N_{\mathrm {C} }\end{aligned}}}
によって表される。これを逐次崩壊という。容易に拡張されるように、プルトニウムなどの3つ以上の崩壊系列をなす核種ではn番目の放射能の量は
{\displaystyle {\frac {dN_{n}}{dt}}=\lambda _{n-1}{N_{n-1}}-\lambda _{n}{N_{n}}}
で与えられることが推測できるが、ここではおもに三段階の崩壊の場合についてのみ述べる。ここでAのみがあった状態で初期条件 t = 0 を与えれば明らかに、Aの量がそのまま初期値であり、2番目以降はゼロであることは明らかである。Aの初期値をN0とおけばそれぞれの任意の時刻の放射能は
{\displaystyle {\begin{aligned}N_{\mathrm {A} }(t)&=N_{0}e^{-\lambda _{\mathrm {A} }t}\\N_{\mathrm {B} }(t)&=N_{0}\lambda _{\mathrm {A} }{\frac {e^{-\lambda _{\mathrm {A} }t}-e^{-\lambda _{\mathrm {B} }t}}{\lambda _{\mathrm {B} }-\lambda _{\mathrm {A} }}}\\N_{\mathrm {C} }(t)&=N_{0}\lambda _{\mathrm {A} }\lambda _{\mathrm {B} }\left({\frac {e^{-\lambda _{\mathrm {A} }t}}{(\lambda _{\mathrm {B} }-\lambda _{\mathrm {A} })(\lambda _{\mathrm {C} }-\lambda _{\mathrm {A} })}}-{\frac {e^{-\lambda _{\mathrm {B} }t}}{(\lambda _{\mathrm {B} }-\lambda _{\mathrm {A} })(\lambda _{\mathrm {C} }-\lambda _{\mathrm {B} })}}+{\frac {e^{-\lambda _{\mathrm {C} }t}}{(\lambda _{\mathrm {A} }-\lambda _{\mathrm {C} })(\lambda _{\mathrm {B} }-\lambda _{\mathrm {C} })}}\right)\end{aligned}}}
で与えられる。ここで、Aは単調減少であり、B、C等は最初は増加するものの平衡に達すると減少へと転ずる。AよりBの崩壊定数が大きい（λA < λB）とき、十分大きな時間 t が経過すれば
{\displaystyle \exp({-\lambda _{\mathrm {A} }t})\gg \exp({-\lambda _{\mathrm {B} }t})}
すなわちBのほうが早く減少するため、{\displaystyle N_{\mathrm {B} }/N_{\mathrm {A} }\ll 1}として
{\displaystyle N_{\mathrm {B} }\approx {\frac {N_{0}\lambda _{\mathrm {A} }}{\lambda _{\mathrm {B} }-\lambda _{\mathrm {A} }}}e^{-\lambda _{\mathrm {A} }t}}
のように近似できるわけであるが、これこそが過度平衡である。さらに、Aの半減期が圧倒的に長く、λA ≪ λB といった状態では適当な時間が経過するならば
{\displaystyle \lambda _{\mathrm {A} }N_{\mathrm {A} }=\lambda _{\mathrm {B} }N_{\mathrm {B} }=\lambda _{\mathrm {C} }N_{\mathrm {C} }=\dotsb }
と崩壊率が等しくなる。存在比は上記式より
{\displaystyle N_{\mathrm {A} }:N_{\mathrm {B} }:N_{\mathrm {C} }:\dotsb =1/\lambda _{\mathrm {A} }:1/\lambda _{\mathrm {B} }:1/\lambda _{\mathrm {C} }:\dotsb =T_{\mathrm {A} }:T_{\mathrm {B} }:T_{\mathrm {C} }:\dotsb }
がただちに得られる。これを永年平衡または永続平衡という。

#### 崩壊が分岐する場合について
ある放射性物質が一定の確率で、n個の別の核種（より正確には別の崩壊モードで崩壊することである）にそれぞれ崩壊する場合、全崩壊定数 λ（分岐を問わずに崩壊する確率）はi番目に崩壊する崩壊定数を λi とすれば、
{\displaystyle \lambda =\sum _{i=1}^{n}\lambda _{i}=\lambda _{1}+\lambda _{2}+\dotsb +\lambda _{n}}
という関係が成り立つ。崩壊定数は半減期の逆数であるため
{\displaystyle {\frac {\ln(2)}{T_{1/2}}}=\lambda }
という関係が成立する。つまり、同じ核種が異なる半減期 ti や崩壊モードで複数の娘核種・状態に壊変する現象では上記式に代入することによって
{\displaystyle {\frac {1}{T}}=\ln(2)\sum _{i=1}^{n}{\frac {1}{t_{i}}}=\ln(2)\left({\frac {1}{t_{1}}}+{\frac {1}{t_{2}}}+\dotsb +{\frac {1}{t_{n}}}\right)}
のような関係が得られる。ここで1/Tは全半減期である。これが崩壊定数の総和と同値であることは明らかであろう。また平均寿命については崩壊定数と逆数であるため、（どのような崩壊かを問わずに）崩壊する場合の平均寿命についてはその各々の平均寿命の逆数の総和が、前者について成立するということである。つまり
{\displaystyle {\frac {1}{\tau }}=\sum _{i=1}^{n}{\frac {1}{\tau _{i}}}={\frac {1}{\tau _{1}}}+{\frac {1}{\tau _{2}}}+\dotsb +{\frac {1}{\tau _{n}}}}
であり、
{\displaystyle \sum _{i=1}^{n}{\frac {1}{\tau _{i}}}=\sum _{i=1}^{n}\lambda _{i}}
という関係が成立するという意味である。
これを仮に全崩壊定数と名付け、ここで全崩壊定数を λ とおいたとき、各々の事象 λ1、λ2、... に崩壊する確率はそれぞれ λ1/λ、λ2/λ、... によって与えられ、これを分岐比と呼ぶ。

## いろいろな物質の半減期の一覧
ここでは主要な放射性同位体の物理的半減期、生物学的半減期の一覧などを載せておく。各数値の出典はWolfram Alphaに従ったが、半減期の有効数字は簡単のため1 - 2ケタとした。また、崩壊定数の時間の単位はすべて半減期に準ずる。崩壊定数は物理的半減期のものである。また体内から9割排出される期間とは、生物学的半減期から計算し、初期値から一切放射性物質を摂取せず、かつ壊変により減少することを無視したものである。詳細は参考文献や外部リンクにあるデータベースなども参照のこと。
| 核種名           | 核種名 （元素記号） | 物理的半減期 | 崩壊定数       | 物理的に 10分の1に なる期間 | 生物学的半減期 | 体内から9割が 排出される期間 （崩壊は考慮しない） | 有効半減期 |
| ---------------- | ------------------- | ------------ | -------------- | --------------------------- | -------------- | ------------------------------------------------- | ---------- |
| トリチウム       | 3H, T               | 12.3年       | 0.056          | 41年                        | 12日           | 40日                                              | 12日       |
| 塩素38           | 38Cl                | 37分         | 0.01873        | 2時間3.6分                  | N/A            | N/A                                               | N/A        |
| コバルト58       | 58Co                | 70.86日      | 0.00978        | 235.26日                    | N/A            | N/A                                               | N/A        |
| コバルト60       | 60Co                | 5.275年      | 0.1314         | 17.51年                     | 10日           | 33.2日                                            | 9.9日      |
| ヒ素74           | 74As                | 17.77日      | 0.039          | 59日                        | N/A            | N/A                                               | N/A        |
| ストロンチウム90 | 90Sr                | 29年         | 0.0239         | 96年                        | 49年           | 163年                                             | 18年       |
| イットリウム91   | 91Y                 | 58.5日       | 0.0118         | 194.22日                    | N/A            | N/A                                               | N/A        |
| モリブデン99     | 99Mo                | 66時間       | 0.0105         | 219.12時間                  | N/A            | N/A                                               | N/A        |
| テクネチウム99m  | 99mTc               | 6時間        | 0.1155         | 19.92時間                   | N/A            | N/A                                               | N/A        |
| テルル132        | 132Te               | 77時間       | 0.009          | 255.64時間                  | N/A            | N/A                                               | N/A        |
| ヨウ素131        | 131I                | 8日          | 0.0866         | 26.5日                      | 138日          | 458日                                             | 7.6日      |
| ヨウ素132        | 132I                | 2時間17分    | 0.005          | 7時間38.16分                | N/A            | N/A                                               | N/A        |
| ヨウ素133        | 133I                | 20.8時間     | 0.0333         | 69.056時間                  | N/A            | N/A                                               | N/A        |
| ヨウ素134        | 134I                | 53分         | 0.013075       | 2時間2.84分                 | N/A            | N/A                                               | N/A        |
| セシウム134      | 134Cs               | 2年          | 0.346          | 6.63年                      | 70日           | 232日                                             | 64日       |
| セシウム136      | 136Cs               | 13日         | 0.0533         | 43.16日                     | N/A            | N/A                                               | N/A        |
| セシウム137      | 137Cs               | 30年         | 0.0231         | 100年                       | 70日           | 232日                                             | 70日       |
| セリウム144      | 144Ce               | 285日        | 0.00243        | 946.2日                     | N/A            | N/A                                               | N/A        |
| バリウム140      | 140Ba               | 12.75日      | 0.0543         | 42.33日                     | 65日           | 215.8日                                           | 11日       |
| ランタン140      | 140La               | 40.3時間     | 0.0172         | 133.8時間                   | N/A            | N/A                                               | N/A        |
| ラドン222        | 222Rn               | 92時間       | 0.00753        | 305.44時間                  | N/A            | N/A                                               | N/A        |
| ラジウム226      | 226Ra               | 1600年       | 0.000433       | 5312年                      | 44年           | 146.08年                                          | 43年       |
| ウラン235        | 235U                | 7億年        | 0.00000000099  | 23億年                      | 15日           | 50日                                              | 15日       |
| ウラン238        | 238U                | 45億年       | 0.000000000154 | 150億年                     | 15日           | 50日                                              | 15日       |
| プルトニウム238  | 238Pu               | 87.8年       | 0.00789        | 291.5年                     | N/A            | N/A                                               | N/A        |
| プルトニウム239  | 239Pu               | 24000年      | 0.0000289      | 80000年                     | 200年          | 663年                                             | 198年      |
| プルトニウム240  | 240Pu               | 6561年       | 0.000105       | 21783年                     | N/A            | N/A                                               | N/A        |
| プルトニウム241  | 241Pu               | 14.3年       | 0.0485         | 47.5年                      | N/A            | N/A                                               | N/A        |

参考
- 完全な二足歩行が可能な原人が誕生したのは約200万年前
- 地球が誕生したのは約46億年前